# Breitling Orbiter

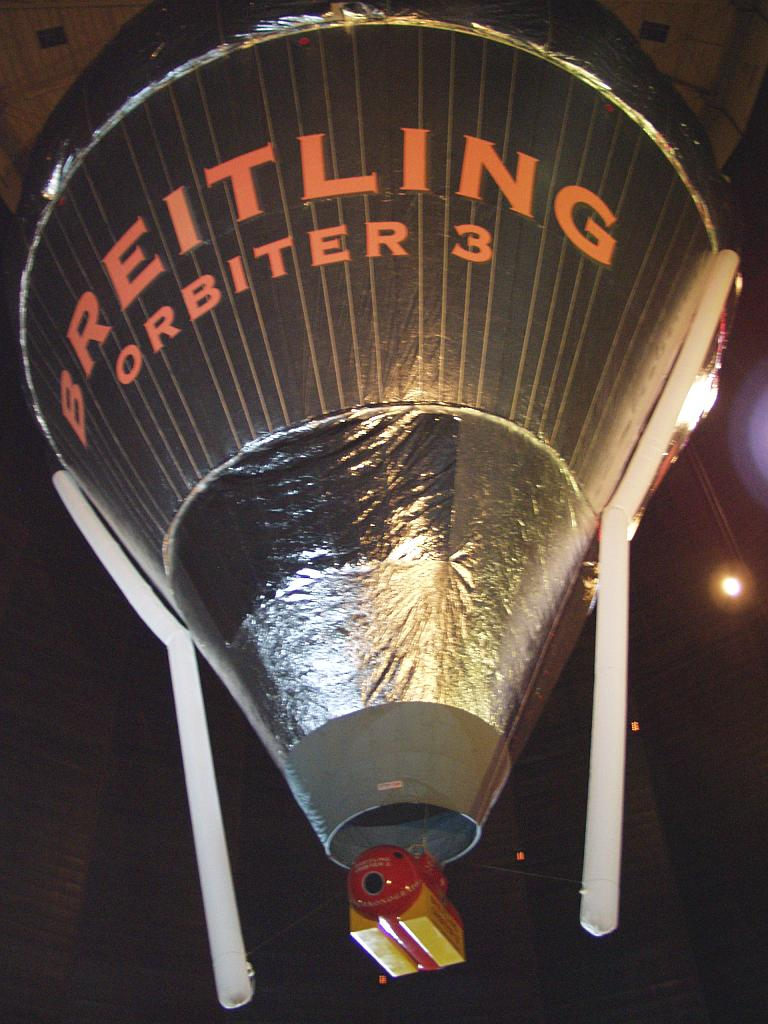
O Breitling Orbiter 3 no Gasómetro de Oberhausen.

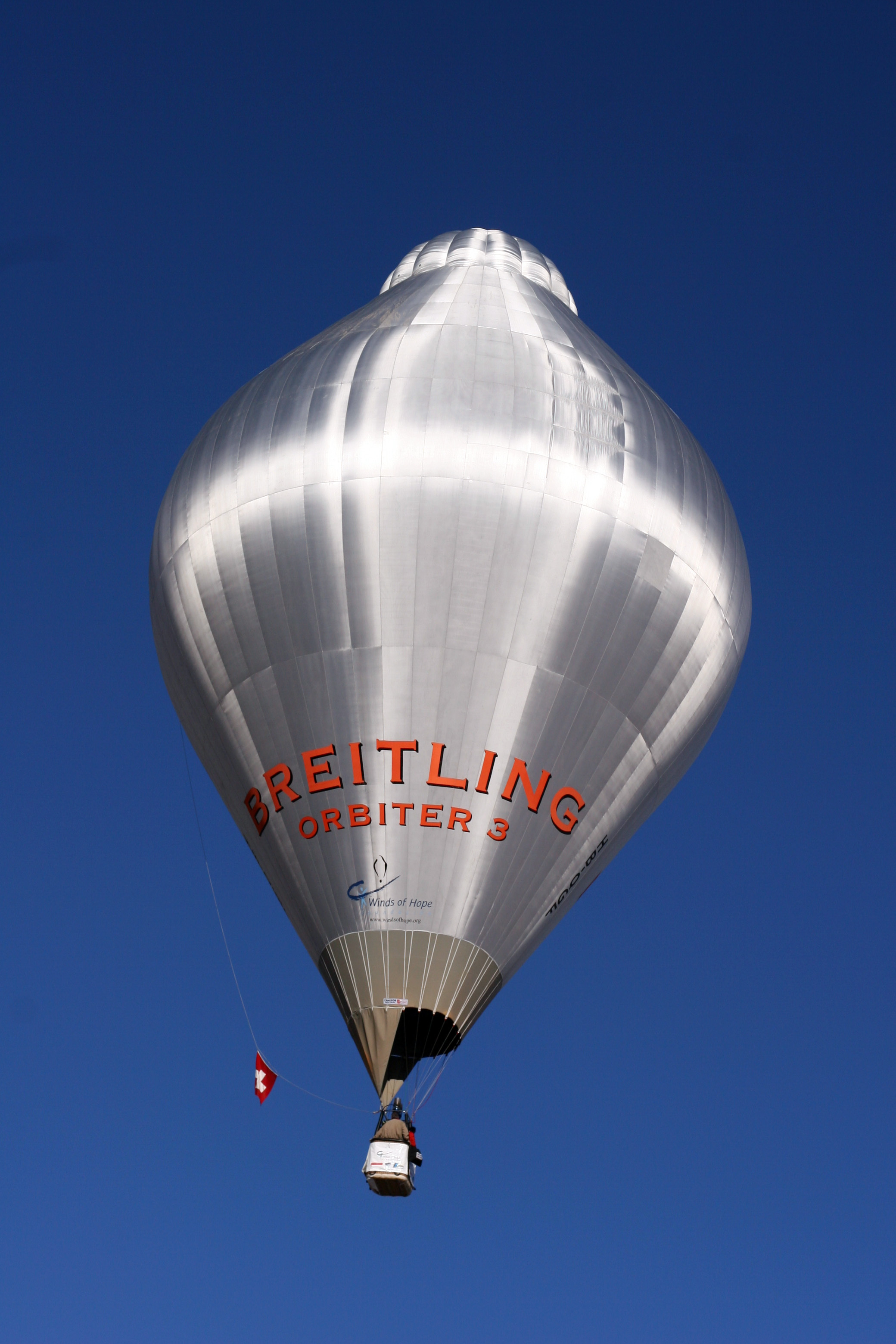
Breitling Orbiter 3

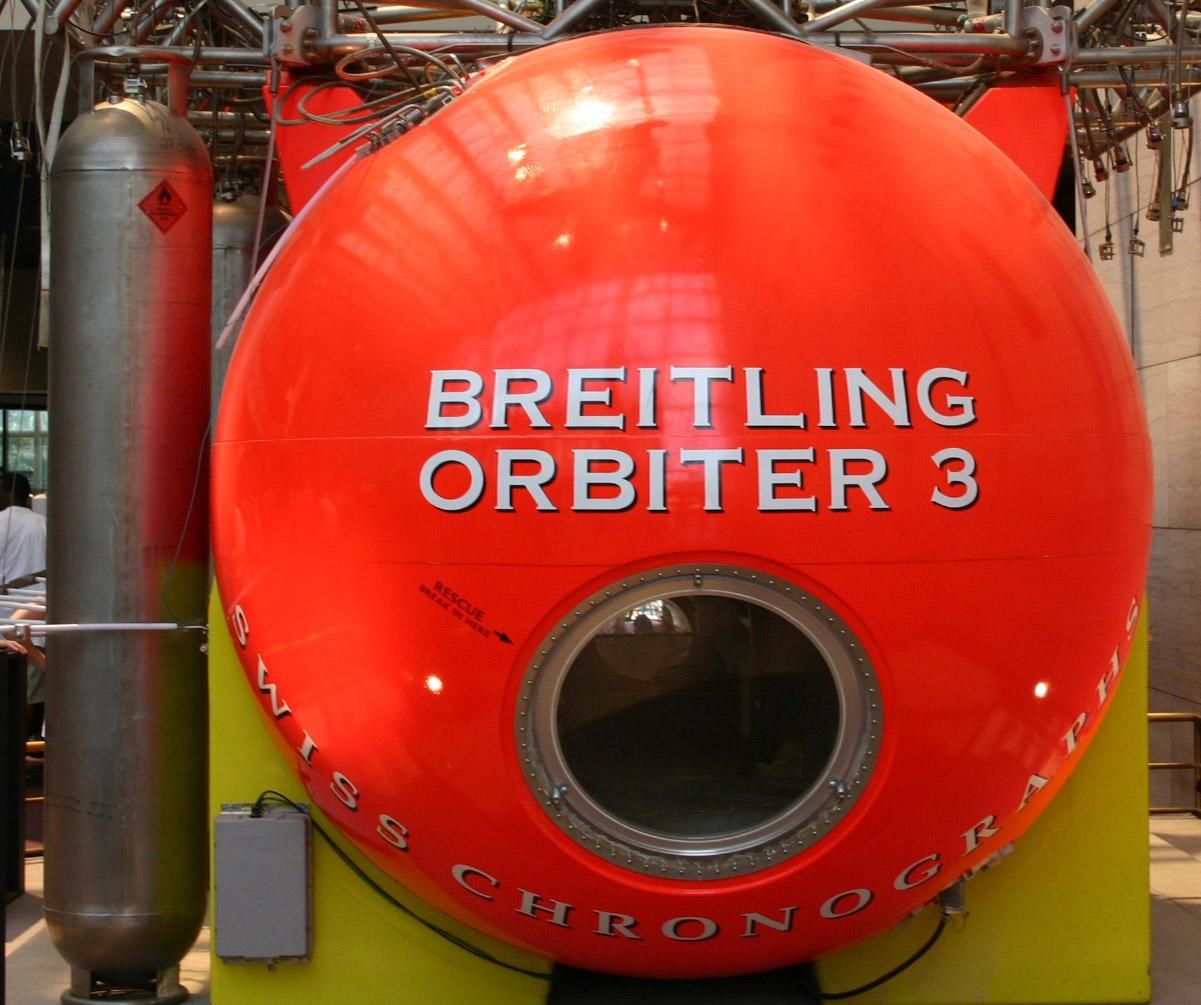
Breitling Orbiter 3

Breitling Orbiter foram três diferentes balões de Rozier, fabricados pela empresa Cameron Balloons com o propósito de circum-navegar o globo, e assim chamados pelo patrocínio da marca Breitling. Os primeiros dois balões nunca completaram a circum-navegação, enquanto o terceiro foi bem sucedido em 1999, onde conseguiu efetuar o primeiro voo à volta do mundo sem escalas (Bertrand Piccard e Brian Jones).

## Breitling Orbiter 3
O Breitling Orbiter 3 foi o primeiro balão a voar à volta do mundo sem escalas, pilotado por Bertrand Piccard e Brian Jones. Projetado e construído pela Cameron Balloons, de Bristol, o Breitling Orbiter atingia 55 m quando cheio. O gás propano que enchia os seis queimadores estava contido em 28 cilindros de titânio, montados em duas linhas nas laterais da gôndola. Preocupados com o consumo, a equipa adicionou 4 recipientes extra de propano, que acabaram por ser necessários para terminar a viagem.

### Voo
Bertrand Piccard e Brian Jones saíram dos Alpes suiços, da terra Château-d'Oex às 8:05, GMT, no dia 1 de Março de 1999. Primeiro voaram para sudoeste passando pela Mauritania, e passados 19 dias e quase 22 horas, aterraram no deserto egípcio a 21 de Março de 1999, tendo feito 40,814 km. Durante o voo, o balão chegou a atingir alturas de 11,373 m e velocidades até 161 nós. A "linha de meta" oficial para a circum-navegação foi passada na Mauritania, no dia 19 de Março às 4:54. A bordo levavam cópia do livro de Guy de Maupassant "Uma Vida", ligado ao romance "Cinco semanas em balão" de Júlio Verne.

## Ligações Externas
- Brian Jones' personal website for the orbiter project
- BBC NEWS: Life inside Breitling Orbiter 3
- National Air & Space Museum page for the orbiter